# Faro del Fenaio
Il faro del Fenaio è un faro marittimo del mar Tirreno che si trova nella parte settentrionale dell'Isola del Giglio, nell'omonimo territorio comunale, sul promontorio di punta del Fenaio. Ad alimentazione elettrica e ad ottica fissa, la luce è prodotta da una lampada alogena da 1000W che emana 3 lampi bianchi al secondo con 7 secondi di pausa (alla fine del terzo lampo), della portata di 16 miglia nautiche. L'infrastruttura è dotata anche di una lampada di riserva della portata di 12 miglia nautiche, che entra in funzione in caso di guasto o malfunzionamento della lampada principale.

## Storia
Il faro, la cui inaugurazione risale al 1883 (anno in cui fu attivato anche il Faro di Capel Rosso nella parte meridionale dell'isola), venne realizzato dalla Marina Militare, all'epoca denominata Regia Marina, per l'illuminazione della parte settentrionale dell'isola, vista l'inadeguatezza del preesistente faro delle Vaccarecce, il più antico del Giglio, che fino ad allora era l'unico impianto presente sull'isola.

## Architettura
L'infrastruttura è costituita da una torre a sezione ottagonale in muratura bianca e rossa, che si eleva davanti alla parte centrale della facciata orientata verso il mare di un fabbricato a pianta rettangolare, disposto su due livelli, che si caratterizza per la muratura in intonaco rosso e che in passato ospitava le abitazioni dei guardiani prima della sua definitiva automatizzazione.
La struttura turriforme, con galleria interna, culmina con una terrazza sommitale che costituisce la base del tiburio della lanterna metallica grigia.